# Трутовик плоский
Трутови́к пло́ский (лат. Ganodérma applanátum) — гриб рода Ганодерма (Ganoderma), в настоящее время включаемого в семейство Polyporaceae.

## Описание

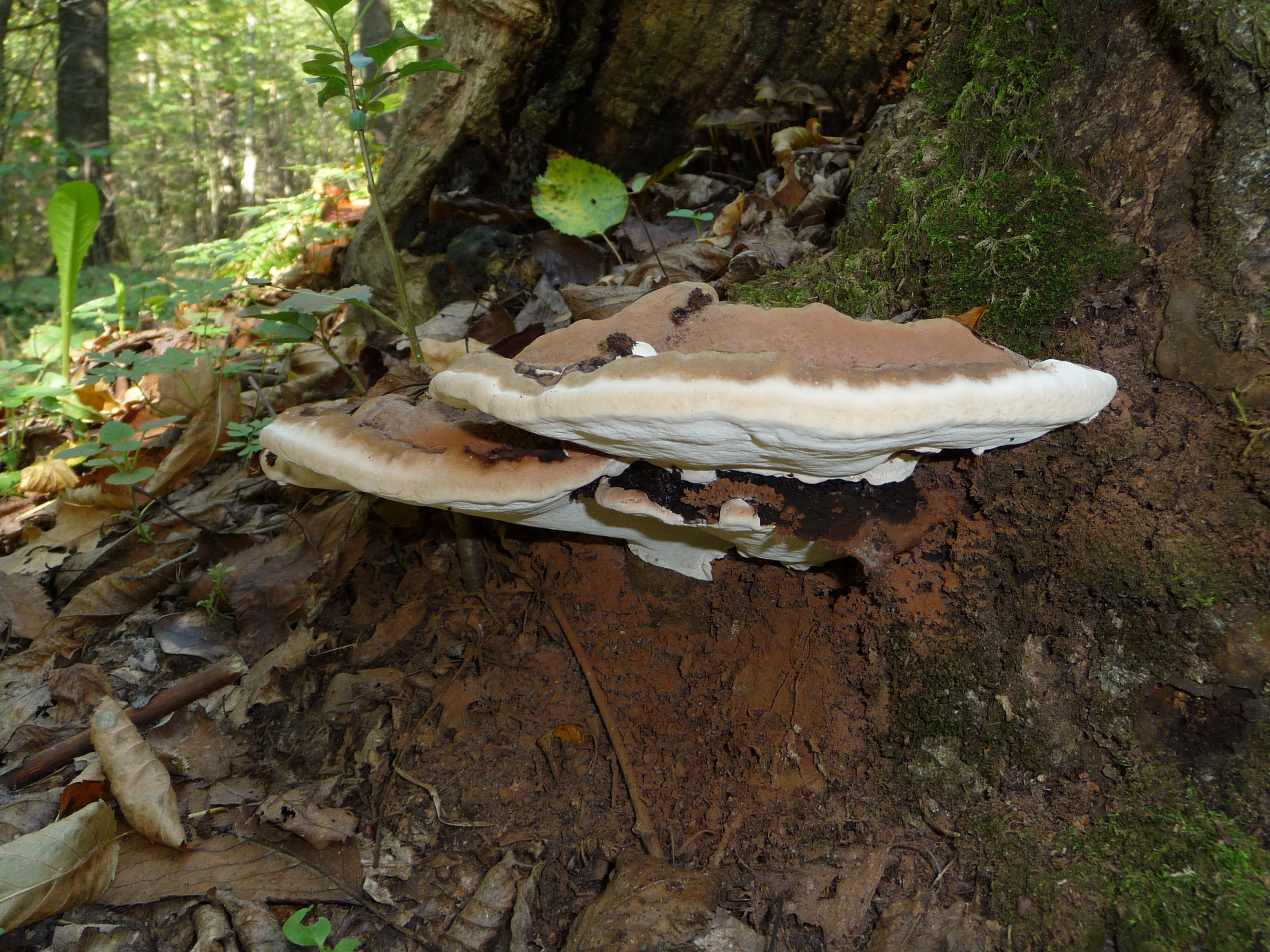
Плоский трутовик на дубовом пне

Плодовые тела многолетние, сидячие. Часто бывают расположены близко друг от друга.
Шляпка 5—40 см в ширину, плоская сверху с неровными наплывами или с концентрическими бороздками, покрыта матовой коркой. Цвет сверху от серовато-коричневого до ржаво-коричневого. Очень часто плодовое тело покрыто сверху слоем спорового порошка. Наружная (растущая) кромка имеет белый или беловатый цвет.
Гименофор трубчатый, белый или кремово-белый. Даже при небольшом надавливании сильно темнеет.
Споровый порошок ржаво-коричневый. Спороношение обычно очень обильное.

## Экология и распространение
Трутовик плоский — разрушитель древесины. Встречается повсеместно на пнях и валежнике лиственных деревьев, обычно располагается невысоко. Вызывает белую или желто-белую (желтоватую) гниль древесины. Изредка поражает ослабленные живые деревья или древесину хвойных пород.

## Использование

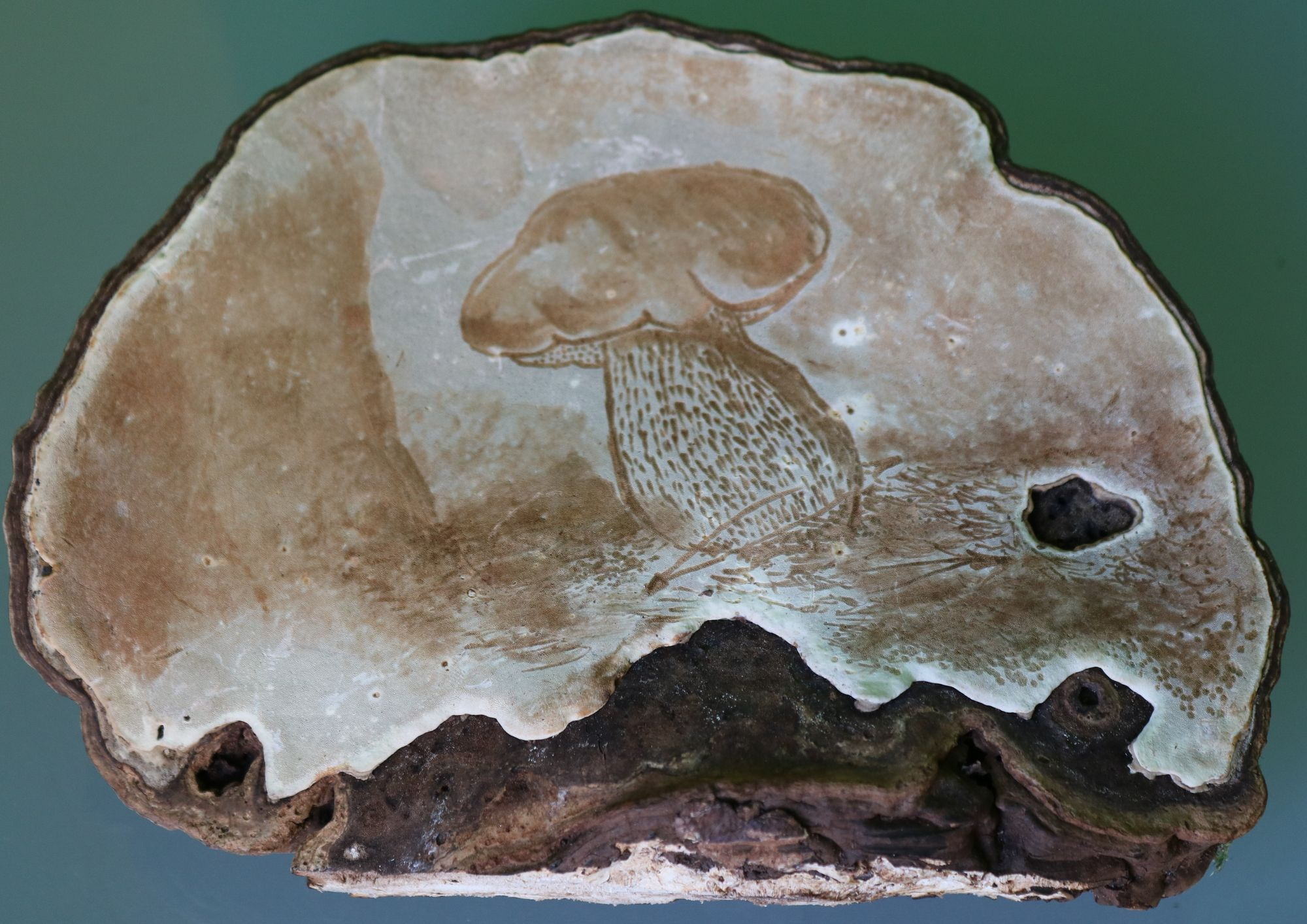
Рисунок на трутовике плоском. На рисунке изображён белый гриб сосновый

Гриб используется в традиционной китайской медицине.
На нижней стороне свежего трутовика плоского можно писать и рисовать, так как гименофор на месте надавливания или повреждения сразу приобретает коричневый цвет. Чтобы сохранить нанесённую надпись или рисунок, после рисования дотрагиваться до трубчатого слоя больше нельзя, а гриб следует высушить.
Благодаря этому свойству на английском языке трутовик плоский наызвается англ. artist's conk или designer's mushroom (дизайнерский гриб).